# Mühleip
Mühleip ist der größte Nebenort der Gemeinde Eitorf im nordrhein-westfälischen Rhein-Sieg-Kreis. Der Ortsname beruht auf einer alten Mühle am Eipbach.

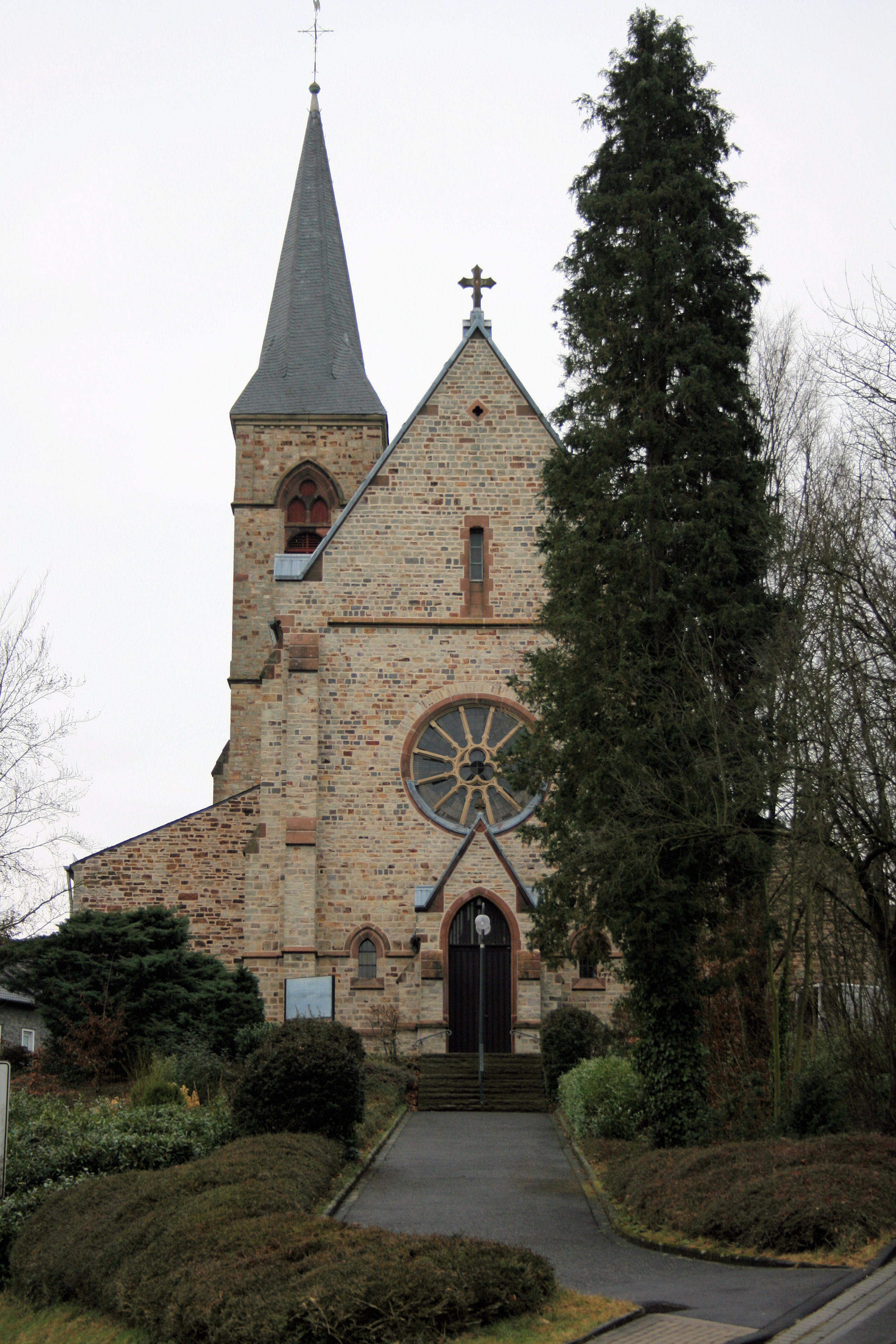
St. Aloysius in Mühleip

Mühleip hat eine eigene Kirchengemeinde, Grundschule, Kindergarten und ein vielfältiges eigenes Vereinsleben. Zum heutigen Ort gehört Linkenbach, an das heute nur noch eine Straßenbezeichnung erinnert. Früher war Linkenbach der Hauptort, der auch Zentralort einer eigenen Honschaft war.
Die Kirche St. Aloysius wurde 1894 erbaut.

## Lage
Mühleip liegt mitten im Eipbachtal. Östlich liegen die Ortschaften der Eitorfer Schweiz, westlich der Lindscheid. Südlich liegt Obereip mit der Obereiper Mühle.

## Einwohner
1885 hatte Mühleip 38 Wohngebäude und 176 Einwohner.
1925 waren Mühleip 54 Haushalte verzeichnet, darunter der Müller Franz Patt und der Gastwirt Bartel Viehof.